# Mydas simplex
Mydas simplex är en tvåvingeart som först beskrevs av Friedrich Hermann Loew 1866.  Mydas simplex ingår i släktet Mydas och familjen Mydidae. Inga underarter finns listade i Catalogue of Life.